# Philadelphus delavayi
Philadelphus delavayi là một loài thực vật có hoa trong họ Tú cầu. Loài này được L.Henry miêu tả khoa học đầu tiên năm 1903.